# 黄稚荃
黄稚荃（1908年—1993年），笔名杜邻，女，四川江安人，中国学者、书法家，曾任中华诗词学会顾问。